# Lycium stenophyllum
Lycium stenophyllum är en potatisväxtart som beskrevs av Esprit Alexandre Remy. Lycium stenophyllum ingår i släktet bocktörnen, och familjen potatisväxter. Inga underarter finns listade i Catalogue of Life.